# 민들레 가족
《민들레 가족》은 2010년 1월 30일부터 2010년 7월 25일까지 방영된 문화방송 주말연속극이다.

## 기획 의도
애증이 교차하는 대립 관계의 부부, 혹은 부모와 자식들이 결국은 서로를 뜨겁게 껴안는 이야기

## 등장 인물

### 상길네 가족
- 유동근 : 박상길(57세) 역 - 아버지, 건설회사 임원, 근면 성실한 한국의 대표적인 장남
- 양미경 : 김숙경(55세) 역 - 어머니, 남편과 세 딸들을 위해 헌신해온 상길의 아내
- 송선미 : 박지원(32세) 역 - 큰딸, 명문 여대를 나와 명문가의 아들과 결혼
- 마야 : 박미원(31세) 역 - 둘째 딸, 혼전 임신으로 노식과 결혼
- 이윤지 : 박혜원(29세) 역 - 막내 딸, 백화점 바이어, 털털한 성격
- 정찬 : 민병석(35세) 역 - 맏사위, 치과의사, 곁과 속이 완전히 다른 이중인격의 남자
- 정우 : 김노식(31세) 역 - 둘째 사위, 중소기업 사원
- 백진기 : 용이(8세) 역 - 외손자, 미원과 노식의 아들

### 효동네 가족
- 김기섭 : 이효동(65세) 역 - 화원과 묘목농원을 경영하는 홀아비, 필남의 연인
- 김동욱 : 이재하(33세) 역 - 아들, 스튜디오 운영, 유산 상속과 관련하여 결혼 문제로 혜원과 엮임
- 오영실 : 이재경(39세) 역 - 딸, 전업주부, 호탕한 성격
- 홍학표 : 공병구(38세) 역 - 사위, 재경의 남편, 한때 무명밴드의 기타리스트

### 필남네 가족
- 이미영 : 이필남(55세) 역 - 숙경의 친구, 태환의 엄마, 효동의 연인
- 김정민 : 정태환(32세) 역 - 필남의 아들, 헬스장 운영, 지원을 짝사랑

### 그 외 인물
- 정애리 : 윤선희(57세) 역 - 상길의 옛 애인, 전통찻집 운영
- 오정세 : 박재훈(35세) 역 - 선희와 상길의 아들, 미국명 제이, 재하의 사업 파트너로 여행사 운영
- 이병욱 : 본부장(40대) 역 - 혜원의 직속 상관으로 상품 본부장, 혜원의 조력자
- 심양홍 : 부회장 역
- 최상학 : 재하의 직원 역
- 김정국 : 차장 역
- 이지수 : 샵 마스터 역
- 김경화 : 김 팀장 역
- 맹찬제 : 최 전무 역
- 조희 : 영업 사원 역
- 임현성 : 정필 역
- 백민

## 시청률
최저 시청률과 최고 시청률은 시청률 조사회사와 지역별로 시청률에 차이가 있을 수 있습니다.
| 2010년      | 2010년      | 2010년         | 2010년       | 2010년         | 2010년       |
| 회차        | 방송일      | TNmS 시청률    | TNmS 시청률  | AGB 시청률     | AGB 시청률   |
| 회차        | 방송일      | 대한민국(전국) | 서울(수도권) | 대한민국(전국) | 서울(수도권) |
| ----------- | ----------- | -------------- | ------------ | -------------- | ------------ |
| 제1회       | 1월 30일    | 7.9%           | 8.6%         | 7.3%           | 8.0%         |
| 제2회       | 1월 31일    | 6.3%           | 6.8%         | 5.9%           | 6.4%         |
| 제3회       | 2월 6일     | 5.0%           | 5.8%         | 6.9%           | 7.7%         |
| 제4회       | 2월 13일    | 5.2%           | 5.8%         | 5.0%           | 5.6%         |
| 제5회       | 2월 20일    | 4.8%           | 5.4%         | 6.0%           | 6.6%         |
| 제6회       | 2월 21일    | 5.4%           | 5.7%         | 5.0%           | 5.3%         |
| 제7회       | 2월 27일    | 5.6%           | 6.4%         | 5.4%           | 6.2%         |
| 제8회       | 2월 28일    | 5.2%           | 6.1%         | 5.7%           | 6.6%         |
| 제9회       | 3월 6일     | 5.9%           | 6.7%         | 6.6%           | 7.4%         |
| 제10회      | 3월 7일     | 5.8%           | 6.3%         | 6.0%           | 6.5%         |
| 제11회      | 3월 13일    | 6.9%           | 7.0%         | 6.2%           | 6.3%         |
| 제12회      | 3월 14일    | 6.4%           | 6.6%         | 6.9%           | 7.1%         |
| 제13회      | 3월 20일    | 6.7%           | 7.3%         | 7.2%           | 7.8%         |
| 제14회      | 3월 21일    | 7.0%           | 8.0%         | 7.2%           | 8.2%         |
| 제15회      | 3월 27일    | 6.6%           | 7.5%         | 7.2%           | 8.1%         |
| 제16회      | 3월 28일    | 6.6%           | 7.6%         | 6.8%           | 7.8%         |
| 제17회      | 4월 3일     | 6.0%           | 6.3%         | 6.2%           | 6.5%         |
| 제18회      | 4월 4일     | 5.8%           | 6.6%         | 7.8%           | 8.6%         |
| 제19회      | 4월 10일    | 5.4%           | 5.9%         | 6.4%           | 6.9%         |
| 제20회      | 4월 11일    | 5.9%           | 6.3%         | 6.0%           | 6.4%         |
| 제21회      | 4월 17일    | 5.2%           | 6.1%         | 5.5%           | 6.4%         |
| 제22회      | 4월 18일    | 6.0%           | 6.9%         | 5.5%           | 6.4%         |
| 제23회      | 4월 24일    | 5.2%           | 6.0%         | 5.4%           | 6.2%         |
| 제24회      | 4월 25일    | 6.1%           | 6.7%         | 6.8%           | 7.4%         |
| 제25회      | 5월 1일     | 4.9%           | 5.8%         | 5.3%           | 6.2%         |
| 제26회      | 5월 2일     | 4.8%           | 5.3%         | 5.6%           | 6.1%         |
| 제27회      | 5월 8일     | 4.2%           | 4.7%         | 5.3%           | 5.8%         |
| 제28회      | 5월 9일     | 6.0%           | 6.1%         | 5.5%           | 5.6%         |
| 제29회      | 5월 15일    | 5.4%           | 6.2%         | 5.8%           | 6.6%         |
| 제30회      | 5월 16일    | 12.0%          | 12.3%        | 12.4%          | 13.2%        |
| 제31회      | 5월 22일    | 6.6%           | 7.2%         | 6.6%           | 7.2%         |
| 제32회      | 5월 23일    | 6.3%           | 7.2%         | 6.9%           | 7.8%         |
| 제33회      | 5월 29일    | 6.0%           | 6.1%         | 6.3%           | 6.4%         |
| 제34회      | 5월 30일    | 11.7%          | 12.4%        | 13.6%          | 15.3%        |
| 제35회      | 6월 5일     | 6.0%           | 5.8%         | 7.8%           | 7.6%         |
| 제36회      | 6월 6일     | 6.6%           | 6.7%         | 7.6%           | 7.7%         |
| 제37회      | 6월 12일    | 3.6%           | 4.2%         | 4.2%           | 4.8%         |
| 제38회      | 6월 13일    | 5.7%           | 6.2%         | 5.9%           | 6.4%         |
| 제39회      | 6월 19일    | 10.4%          | 10.9%        | 10.5%          | 12.2%        |
| 제40회      | 6월 20일    | 11.3%          | 12.1%        | 11.1%          | 12.9%        |
| 제41회      | 6월 26일    | 11.9%          | 12.2%        | 12.3%          | 13.3%        |
| 제42회      | 6월 27일    | 12.7%          | 13.6%        | 11.8%          | 13.1%        |
| 제43회      | 7월 3일     | 12.1%          | 13.1%        | 11.9%          | 13.1%        |
| 제44회      | 7월 4일     | 12.5%          | 12.9%        | 11.6%          | 13.7%        |
| 제45회      | 7월 10일    | 12.4%          | 13.8%        | 11.4%          | 13.3%        |
| 제46회      | 7월 11일    | 12.6%          | 12.5%        | 13.0%          | 14.5%        |
| 제47회      | 7월 17일    | 13.6%          | 15.1%        | 12.6%          | 14.8%        |
| 제48회      | 7월 18일    | 13.1%          | 14.1%        | 13.5%          | 15.3%        |
| 제49회      | 7월 24일    | 13.5%          | 13.8%        | 12.8%          | 14.6%        |
| 제50회      | 7월 25일    | 15.1%          | 15.5%        | 12.7%          | 14.6%        |
| 평균 시청률 | 평균 시청률 | 7.7%           | 8.3%         | 7.9%           | 8.8%         |

## 경쟁 프로그램
- 수상한 삼형제 (KBS2)
- 결혼해주세요 (KBS2)
- 천만번 사랑해 (SBS)
- 이웃집 웬수 (SBS)